# Sky Force
Sky Force est une série de jeux vidéo shoot 'em up créée par la société polonaise Infinite Dreams Inc..
Le gameplay est identique à la série de jeu 1942 de Capcom ou la série de jeu Raiden de Taito, un vertical shooter, doté d'un système d'amélioration d'arme, et d'un boss de fin à chaque niveau.

## Sky Force
Le premier titre de la série a été publié pour Symbian et Pocket PC en 2004, puis a été porté sur HP webOS (2005), iOS (2009) et Android (2010). Le premier jeu de la série a été entièrement développé en 2D.

### Accueil
Le jeu a reçu la note quasi parfaite de 9,5 sur 10 par IGN.

## Sky Force Reloaded
Le second volet a été publié pour Symbian, Pocket PC et HP webOS en 2006, puis a été porté sur iOS (2009) et PSP (2011). La version PSP de "Sky Force Reloaded" a été simplement renommé "Sky Force". Les graphismes en 2D style du premier titre ont été combinés avec des polygones 3D. Le jeu a reçu un remake pour smartphone en 2016, avec une version PC en 2017.

### Accueil
La version PSP du jeu a reçu une moyenne agrégée de 69 sur 100 sur Metacritic, basée sur 6 évaluations.

## Sky Force 2014
Le troisième volet de la série a été publié en 2014 pour iOS et Android en free-to-play. Les graphismes en 2D des deux premiers titres ont été entièrement remplacés par des graphismes en 3D.

### Réception
La version iOS du jeu a reçu une moyenne agrégée de 83 sur 100 sur Metacritic

## Sky Force Anniversary
Ce titre est la version Windows de Sky Force 2014 et est sorti sur Steam en 2015 et Apple TV4 en 2016. Il a été publié pour la PlayStation 3, PlayStation 4 et PlayStation Vita via le PlayStation Network, à l'été 2016. Les différences sont une amélioration du système d'armes, et la fin du Free-To-Play.

### Accueil
Le jeu a reçu un avis favorable par Hardcore Gamer qui lui a donné une note de 4 sur 5.